# Mike Medavoy
Morris Mike Medavoy (né le 21 janvier 1941) est un producteur de films et dirigeant d'entreprise américain. Cofondateur de Orion Pictures en 1978, il a également été président de TriStar Pictures, et chef de la production pour United Artists entre 1974 et 1978. Il est actuellement le président-directeur général de Phoenix Pictures. 

## Jeunesse et éducation
Morris Mike Medavoy est né en 1941, à Shanghai, en Chine. Son père, Michael, était garagiste et sa mère, Dora, gérait un magasin de vêtements pour les actrices chinoises,,. Ses parents étaient tous deux issus de familles juives. Sa mère est née à Harbin, en Mandchourie, de parents originaires d'Odessa. Son père est né en Ukraine. Medavoy a vécu au Chili de 1947 à 1957. Étudiant au Liceo Valentín Letelier de Santiago, il y apprend à parler couramment l'espagnol en plus de son russe natal. Il déménage ensuite à Los Angeles, où il vit avec sa tante. Il est devenu citoyen américain en 1963, et est diplômé de l'UCLA la même année.

## Carrière
Medavoy commence sa carrière chez Universal Studios en 1964. Il accède à la vice-présidence de la gestion créative du département de cinéma en 1967, où il travaille notamment avec Steven Spielberg et Francis Ford Coppola. Il prend la direction de l'International Famous Agency en 1970. En 1974, United Artists recrute Medavoy en tant que vice-président senior de la production. Là, il rejoint l'équipe responsable de Vol au-dessus d'un nid de coucou, Rocky et Annie Hall, qui ont chacun remporté l'Oscar du meilleur film, respectivement en 1975, 1976 et 1977. United Artists a réalisé un certain nombre d'autres films notables à l'époque, notamment Apocalypse Now, Raging Bull, Network et Le Retour. 

### Orion Pictures
En 1978, Medavoy s'entend avec d'anciens collègues de United Artists, Arthur B. Krim, Robert Benjamin, Eric Pleskow et William Bernstein, pour fonder ensemble Orion Pictures, une coentreprise avec Warner Bros.. Durant son mandat là-bas, Orion obtient plusieurs succès publics et critiques, parmi lesquels Platoon, Amadeus, RoboCop, Hannah et ses sœurs, Terminator, Danse avec les loups et Le silence des agneaux.

### TriStar Pictures
En 1990, Medavoy est nommé président de TriStar Pictures, où il supervise la sortie de films tels que Philadelphia, Terminator 2 : Le Jugement dernier, Nuits blanches à Seattle, Cliffhanger, The Fisher King, Légendes d'automne et Hook. Il démissionne en 1994 en raison de différends avec le président de Sony Pictures, Peter Guber.

### Phoenix Pictures

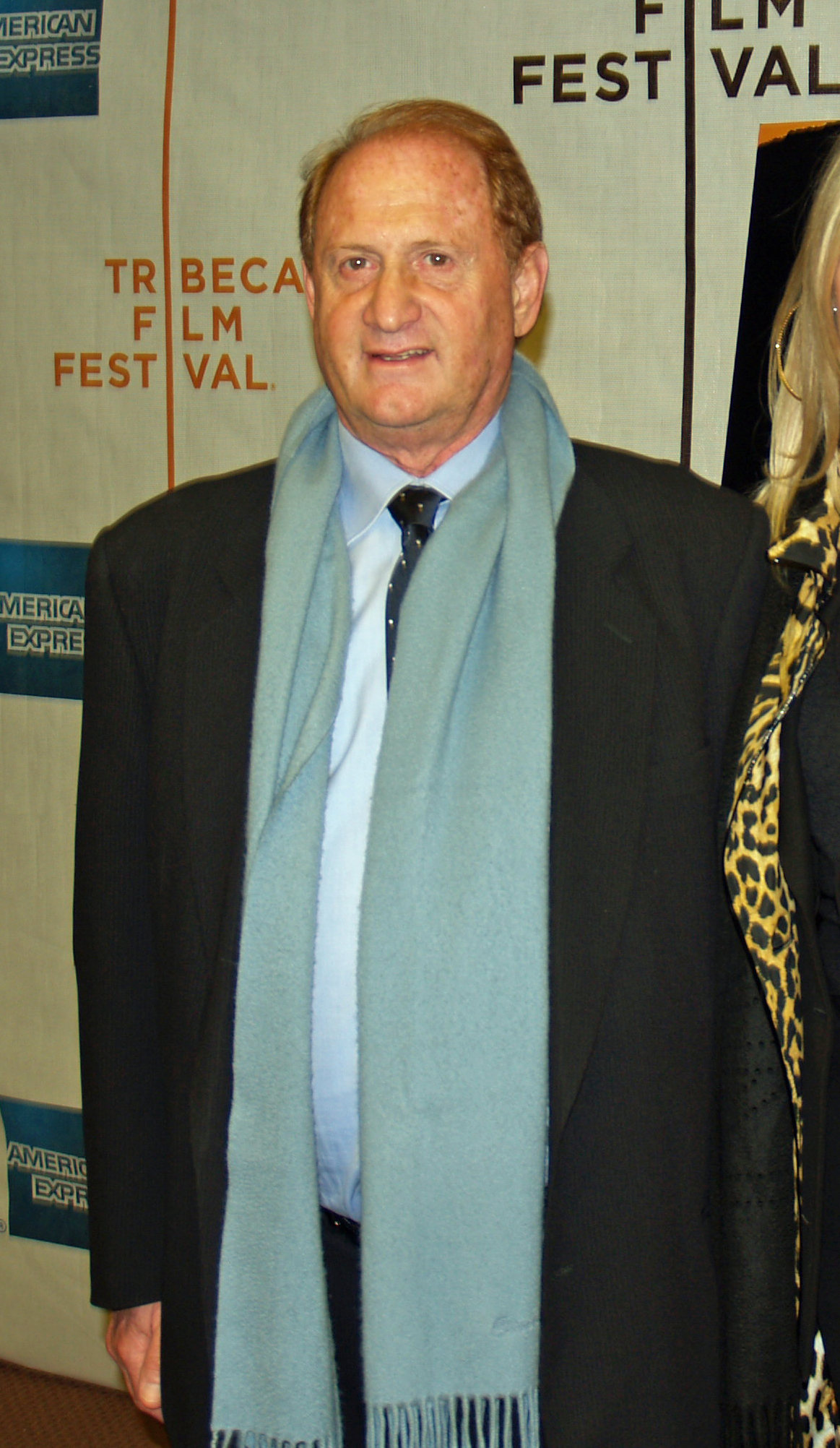
Medavoy au Festival du film de Tribeca 2007.

En 1995, Medavoy Phoenix Pictures avec Arnold W. Messer. En sa qualité de président-directeur général, il participe à la production de films tels que Larry Flynt, La Ligne rouge, Black Swan, Shutter Island, U-Turn, À l'aube du sixième jour, Basic, Les Fous du roi ou Zodiac (les trois premiers recevant des nominations aux Oscars). Plus récemment, il est à l'origine de La Promesse (2016), avec Oscar Isaac et Christian Bale.

### Autres activités cinématographiques
Medavoy a occupé les différents rôles suivants : 
- Président du Jury du Festival international du film de Tokyo en 1994
- Conseiller au Festival international du film de Shanghai
- Conseiller au Festival du film de Saint-Pétersbourg
- Membre du conseil d'administration de l'Academy of Motion Picture Arts and Sciences (entre 1977 et 1981)
- Membre fondateur du conseil des gouverneurs du Sundance Institute (en 1978)
- Président émérite de la Cinémathèque américaine de Los Angeles
- Président émérite du Stella Adler Studio of Acting à New York

## Engagements politiques et caritatifs
Medavoy siège au conseil d'administration du Museum of Science and Industry de Los Angeles depuis sa nomination par le gouverneur Jerry Brown. Il a également été nommé commissaire du conseil d'administration des parcs et des loisirs de la ville par son maire Richard Riordan. Il est membre du conseil d'administration de l'Université de Tel Aviv, occupe différents postes de direction au sein de l'UCLA, et a été membre du conseil des conseillers de la John F. Kennedy School of Government de l'Université Harvard pendant cinq ans. 
En 2002, le gouverneur Gray Davis l'a nommé au conseil consultatif exécutif du California Anti-Terrorism Information Center. Il est également membre du Council on Foreign Relations, du Homeland Security Advisory Council, du comité consultatif du Baryshnikov Arts Center à New York, et du comité consultatif du USC Center on Public Diplomacy. 
Medavoy s'engage pour l'association caritative COACH For Kids, qui fournit des soins médicaux gratuits aux enfants des quartiers défavorisés. 
En 1984, Medavoy a coprésidé les finances de campagne de Gary Hart. Il a également participé activement aux campagnes de Bill Clinton en 1992 et 1996. En 2008, il soutient la candidature de Barack Obama, dont son épouse Irena copréside à son tour les finances de campagne.

## Vie privée
Il a été marié à Marcia Rogers, fille du publiciste Henry Rogers et ancienne épouse de l'acteur Mark Goddard, puis, entre 1986 et 1993, avec la militante politique Patricia Duff. En 1995 il épouse Irena Ferris (en).
Il a été coexécuteur testamentaire de Marlon Brando.

## Récompenses
- 1992 - Motion Picture Pioneer of the Year Award
- 1997 - UCLA Career Achievement Award
- 1998 - Hommage au Festival de Cannes pour l'ensemble de sa carrière[12]
- 1999 - UCLA Neil H. Jacoby Award for Exceptional Contributions to Humanity
- 2002 - Prix au Festival du film israélien de Los Angeles en hommage à l'ensemble de sa carrière[13]
- 2004 - Florida Atlantic University's Louis B. Mayer Motion Picture Business Leader of the Year Award
- 2004 - UCLA School of Theater, Film and Television Honorary Member Award
- 2005 - Prix Vision aux Producers Guild of America Awards
- 2005 - Étoile au Walk of Fame sur Hollywood Boulevard
- 2007 - Stella Adler Actors Studio Marlon Brando Award
- 2008 - Jerusalem Film Foundation Lifetime Achievement Award
- 2008 - International Student Film Festival Hollywood Lifetime Achievement Award
- 2009 - Doctorat honoris causa de l'Academy of Art de San Francisco
- 2009 - Croix de chevalier de la Légion d'honneur[14]
- 2010 - Prix du meilleur film aux Film Independent's Spirit Awards pour Black Swan
- 2010 - Ordre de Bernardo O'Higgins du Chili
- 2011 - Prix Raimondo-Rezzonico au Festival international du film de Locarno[15]
- 2011 - Hebrew University Award
- 2011 - Danny Kaye Humanitarian Award de l'UNICEF[16]
- 2012 - Prix Outstanding Artistic Achievement au Festival international du film de Shanghai
- 2014 - Mary Pickford Award au Satellite Awards
- 2015 - Cinequest Maverick Spirit Award
- 2019 - Master of Cinema Award au Festival international du film RiverRun[17]
- 2019 - Prix des Légendes au Festival du film de Beverly Hills

## Livres
Medavoy a publié en 2002 le futur best-seller Vous êtes seulement aussi bon que votre prochain : 100 grands films, 100 bons films et 100 pour lesquels je préférerais mourir, co-écrit par Josh Young, aux éditions Simon & Schuster. En 2009, il co-écrit American Idol After Iraq; Concurrence pour le cœur et l'esprit à l'ère des médias mondiaux, avec Nathan Gardels, rédacteur en chef du National Political Quarterly. 

## Filmographie

### Cinéma

#### Producteur
- 1997 : U-Turn d'Oliver Stone
- 1998 : Urban Legend de Jamie Blanks
- 1998 : La Ligne rouge (The Thin Red Line) de Terrence Malick
- 2000: À l'aube du sixième jour (The 6th Day) de Roger Spottiswoode
- 2000 : Vertical Limit de Martin Campbell (producteur exécutif)
- 2003 : Basic de John McTiernan
- 2003 : La Morsure du lézard (Holes) d'Andrew Davis
- 2004 : In My Country (Country of My Skull) de John Boorman
- 2005 : Furtif (Stealth) de Rob Cohen
- 2006 :  Les Fous du roi (All the King's Men) de Steven Zaillian
- 2006 : Miss Potter de Chris Noonan
- 2007 : Pathfinder de Marcus Nispel
- 2007 : Renaissance d'un champion (Resurrecting the Champ) de Rod Lurie
- 2007 : Zodiac de David Fincher
- 2007 : Permis de mariage (License to Wed) de Ken Kwapis
- 2010 : Shutter Island de Martin Scorsese
- 2010 : Shanghai de Mikael Håfström
- 2010 : Black Swan de Darren Aronofsky
- 2012 : Ce qui vous attend si vous attendez un enfant (What to Expect When You're Expecting) de Kirk Jones
- 2015 :  Les 33 (The 33) de Patricia Riggen
- 2015 : Absolutely Anything de Terry Jones (producteur exécutif)
- 2016 : La Promesse (The Promise) de Terry George
- 2023 : The Last Voyage of the Demeter d'André Øvredal

#### Acteur
- 1971 : The Christian Licorice Store (en) : Invité à la fête de Hollywood

### Télévision

#### Producteur exécutif
- 1996 : La Couleur du baseball (téléfilm)
- 1999 : Shake, Rattle and Roll: une histoire d'amour américaine
- 2001 : In the Time of the Butterflies (téléfilm)
- 2001-2004 :The Chris Isaak Show
- 2002 : The Outsider (téléfilm)
- 2011 : The Dreamsters: Welcome to the Dreamery (téléfilm)
- 2011 : The Dreamsters
- 2012 : Shushybye baby
- 2017 : The Long Road Home
- 2018 : Altered Carbon (série télévisée)